# Ana Cofiño
Ana Cofiño Kepfer (Guatemala, 1955) es una investigadora, antropóloga, editora e historiadora guatemalteca. Fundadora y coeditora de la revista feminista La Cuerda y de la librería El Pensativo. Es una destacada activista a favor de los derechos de las mujeres, la igualdad de género y la defensa de las comunidades indígenas por la expropiación que sufren del estado y las empresas extranjeras.

## Biografía
Nació en el seno de una familia conservadora y anticomunista guatemalteca. Estudió en un colegio católico para niñas de familias adineradas, en ese momento  participó en el movimiento llamado CRATER, integrado por jóvenes que formaron parte del movimiento renovador de la Iglesia y que se implicaron en la problemática social guatemalteca durante la vida adulta. Años más tarde explicó que su ruptura con la Iglesia católica fue fundamental en su proceso. 
Según Cofiño: «Si te educan como cristiana o católica, lo primero que acarreás, sobre todo las mujeres, es la culpa. Solo liberarte de ella es una revolución. Cuando empecé a cuestionar la existencia de Dios, me daba miedo que de repente me iba a partir un rayo. Esas rupturas suelen ser dolorosas, son un esfuerzo intelectual tremendo. Si rompés debés tener muy claro las cosas, sino solo estás asumiendo una pose».
Empezó a estudiar en la Universidad San Carlos de Guatemala y posteriormente se trasladó a México donde estudió en la Escuela Nacional de Antropología e Historia donde realizó un estudio crítico de la realidad guatemalteca, de su historia. Entró en contacto con los exiliados guatemaltecos, entre ellos literatos como Carlos Illescas o la feminista guatemalteca Alaíde Foppa. Cuando terminó la carrera se trasladó a San Cristóbal de las Casas, Chiapas, para preparar su tesis en área maya, posteriormente fundó la librería Soluna.
En 1987 regresó a Guatemala con la expectativa de que el gobierno de Vinicio Cerezo, en el que había muchas mujeres trabajando, representara una transformación para el país. Al volver a Guatemala abrió la Librería del Pensativo en Antigua, donde comenzó a editar obras de autores guatemaltecos y centroamericanos.
Se graduó en la licenciatura de Antropología de la Universidad San Carlos de Guatemala con una investigación sobre la emotividad de las mujeres kaqchikeles en la exhumación de San Juan Comalapa. En 1998 funda la publicación mensual La Cuerda de la que es coeditora respaldada por una asociación que tiene como objetivo recuperar el protagonismo de las mujeres. También colabora con el semanario de periodismo independiente Sin Permiso
En 2012 publicó junto a otras diecisiete autoras y desde La Cuerda el libro Nosotras, las de la Historia. Mujeres en Guatemala (siglos XIX-XXI) recuperando la historia de las mujeres de Guatemala desde la mirada de las mujeres.

## Publicaciones
- Nosotras, las de la Historia. Mujeres en Guatemala (siglos XIX-XXI). Autoras varias, entre ellas Ana Cofiño y Rosalinda Hernández Alarcón (2011).
- Emma Chirix conversa con Ana Cofiño. Colección Pensamiento (2008).